# Rinaldo Pretti
Rinaldo Pretti (Livorno Ferraris, 30 giugno 1907 – Cirié, 10 novembre 1989) è stato un calciatore italiano, di ruolo centrocampista.

## Palmarès

### Club

#### Competizioni nazionali
- Campionato italiano: 1 (revocato)

Torino: 1926-1927
- Campionato italiano: 1

Torino: 1927-1928